# San Marco dei Cavoti
San Marco dei Cavoti är en ort och kommun i provinsen Benevento i regionen Kampanien i Italien. Kommunen hade 3 295 invånare (2017).